# Caraipa tereticaulis
Caraipa tereticaulis är en tvåhjärtbladig växtart som beskrevs av Louis René Tulasne. Caraipa tereticaulis ingår i släktet Caraipa och familjen Calophyllaceae. Inga underarter finns listade i Catalogue of Life.